# Muhoozi Kainerugaba
Muhoozi Kainerugaba (24 de abril de 1974) é um oficial militar ugandês. Ele é um tenente-general da Força de Defesa do Povo de Uganda (UPDF) e foi comandante do Grupo de Forças Especiais (2008 a 2017) que contém a unidade conhecida como Brigada de Guarda Presidencial, responsável por fornecer segurança ao presidente de Uganda e aos monarcas constitucionais de Uganda. O Grupo de Forças Especiais também é responsável por fornecer segurança nas instalações de petróleo de Uganda. Ele é filho do presidente Yoweri Museveni, comandante-em-chefe da UPDF e presidente de Uganda.  Muhoozi atuou como Assessor Presidencial Sênior para Operações Especiais desde 2017.

## Família
Kainerugaba nasceu em 24 de abril de 1974 em Dar es Salaam, na Tanzânia, filho de Yoweri Museveni, que é presidente do Uganda desde 1986, e de Janet Museveni, a ministra da Educação e do Desporto desde 6 de junho de 2016.

## Educação
Quando criança, Kainerugaba frequentou escolas na Tanzânia, Mount Kenya Academy em Nyeri no Quénia, e na Suécia. Depois de o seu pai se tornar presidente de Uganda, ele frequentou a Kampala Parents School, o King's College Budo por um tempo e o St. Mary's College Kisubi, um centro residencial e secundário localizado aproximadamente na metade do caminho entre Kampala e Entebbe. Ele formou-se em 1994.
Mais tarde, ele foi admitido na Academia Militar do Egito, onde fez os cursos de comandantes de companhias e batalhões. Ele também frequentou a Escola de Treino de Guerra Blindada Kalama, em Kabamba, distrito de Mubende, no centro de Uganda. Em 2007, ele foi admitido num curso de um ano na Escola de Comando e Estado-Maior do Exército dos Estados Unidos em Fort Leavenworth, Kansas, graduando-se em junho de 2008. Depois disso, ele completou com sucesso o Programa Nacional de Segurança Executiva no South African National Defense College.

## Carreira militar
Após o seu retorno a Uganda de Sandhurst em 2000, Kainerugaba foi designado para a Unidade de Proteção Presidencial como segundo tenente. Em 2001, ele foi promovido para o posto de major na UPDF. Como major, tornou-se comandante de brigada na Brigada da Guarda Presidencial. Após a sua graduação em Fort Leavenworth em 2008, ele foi promovido ao posto de tenente-coronel e nomeado Comandante do Grupo de Forças Especiais na Força de Defesa Popular de Uganda. Em 16 de maio de 2016, ele foi promovido ao posto de major-general pelo presidente Museveni.
Museveni levou Muhoozi para o cargo de Assessor Presidencial Sénior para Operações Especiais em 10 de janeiro de 2017. Esta movimentação foi geralmente vista à luz da crença generalizada de que Museveni estava preparando o seu filho para sucede-lo como presidente. Observadores sugeriram que, ao nomear Muhoozi como conselheiro presidencial, Museveni procurou dar ao seu filho alguma experiência política.
Em fevereiro de 2019, ele foi promovido do posto de Major General para Tenente General, em um exercício de promoções militares que envolveu mais de 2.000 homens e mulheres da UPDF.